# 이재현 (1917년)
이재현(1917년 10월 10일~2014년 5월 8일)은 대한민국의 정치인이다. 제4·5대 국회의원을 지냈다.

## 역대 선거 결과
|  | 62.49% |

|  | 35.15% |

|  | 10.10% |

|  | 21.83% |